# Dinan
Dinan è un comune francese di 11 532 abitanti situato nel dipartimento delle Côtes-d'Armor nella regione della Bretagna.
Piccola cittadina bretone famosa per il suo castello (dove si ritirò Anna di Bretagna negli ultimi anni della sua vita, dopo la morte del marito), il suo piccolo porto e per gli antichi edifici del centro storico. Conobbe il suo maggiore sviluppo a partire proprio dal XIV secolo, e divenne un vivace e prospero centro per almeno tre secoli. È di interesse turistico per il suo centro medievale, con le caratteristiche strade strette e case a graticcio. Annualmente vi si svolge anche una partecipata festa medievale (Fête des Remparts)
Vi sorge la basilica di San Salvatore (in francese: Basilique Saint-Sauveur) del XII secolo.

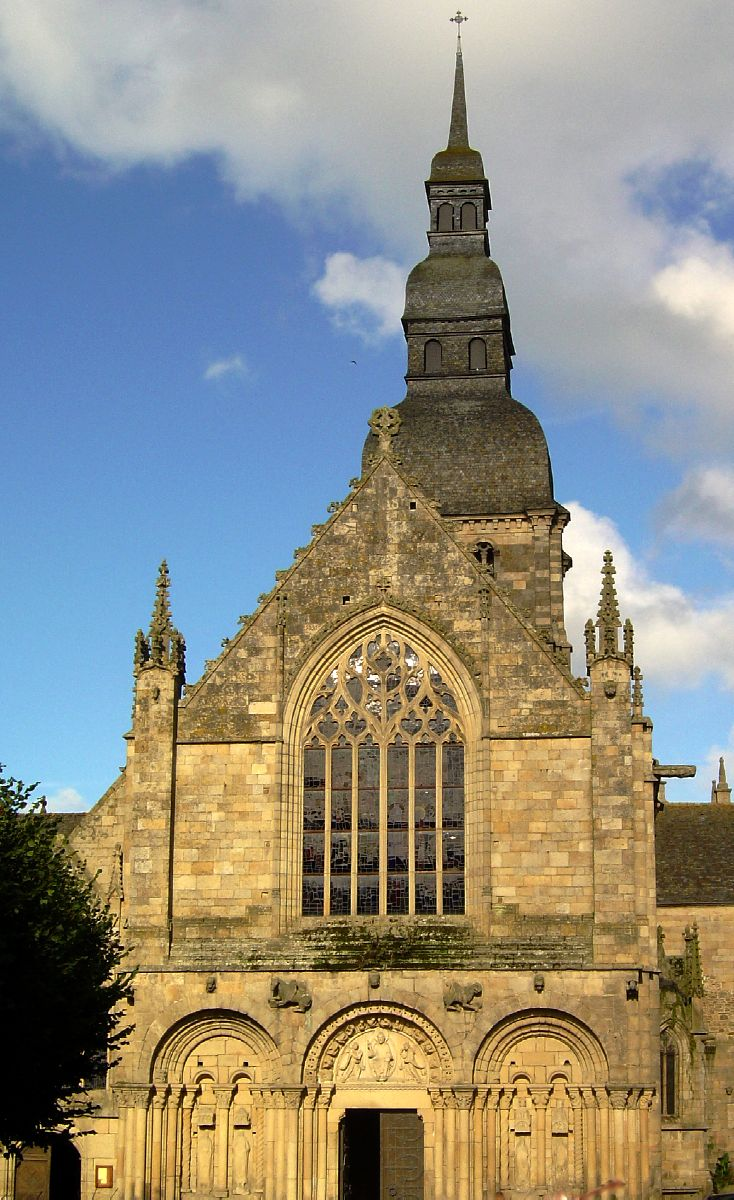
Basilica del San Salvatore

## Geografia
La posizione in cui sorge Dinan è veramente unica, infatti nonostante la città si sviluppi sul fiume Rance, il centro storico non è a valle, bensì sulle colline circostanti. L'area cittadina che si sviluppa a valle, è nota come il porto sul fiume ed è collegato al centro storico attraverso una serie di stradine e rampe che si sviluppano al di là della cinta muraria del centro.

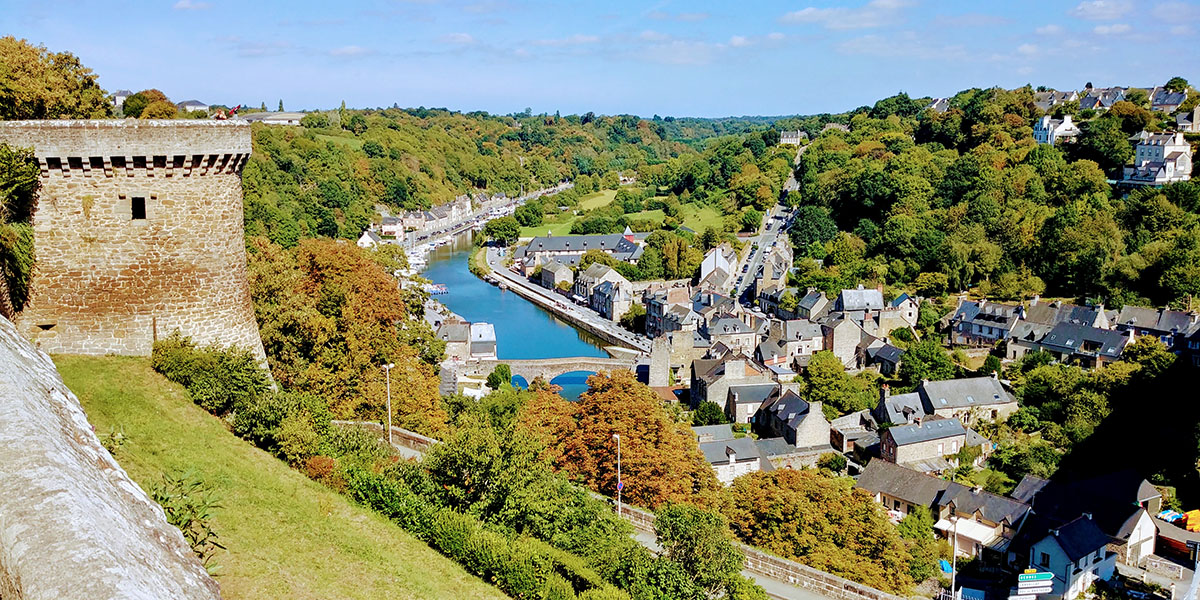
Veduta del fiume Rance dalle mura della città

## Storia
Il primo nucleo urbano di Dinan si sviluppò nell'XI secolo attorno ad una fortezza. Ma non è da escludere anche una presenza abitativa nell'antichità.
Il castello di Dinan è anche rappresentato nell'Arazzo di Bayeux, mentre è assediato dalle forze di Guglielmo il Conquistatore.
La cinta muraria di Dinan era nota nel XII secolo anche ai navigatori arabi. Il sistema difensivo, tuttora visibile con la sua lunghezza di 2600 metri, venne ampliato nel XV secolo.
Nel XVIII secolo nella città di Dinan si sviluppò una ricca manifattura per la produzione delle vele per le navi, che venivano poi spedite ai cantieri navali di Saint Malo attraverso la valle del Rance.

## Società
La popolazione è di madrelingua francese, ma anche in parte bretone. Dal 2008, il quasi 5% dei bambini alle elementari hanno una formazione bilingue.

### Evoluzione demografica
Abitanti censiti

## Amministrazione

### Gemellaggi
- Exmouth
- Lugo
- Dinant